# Anna Chancellor
Anna Theodora Chancellor, född 27 april 1965 i Richmond i London, är en brittisk skådespelare.

## Biografi
Anna Chancellor är dotter till Mary Alice Jolliffe (dotter till William Jolliffe, 4e Baron Hylton) och John Paget Chancellor. På sin mammas sida är hon släkt med skådespelaren Helena Bonham Carter och hon härstammar från författaren Jane Austen och poeten Lord Byron.

## Filmografi
| År   | Film                                            | Roll                         | Anmärkningar                                                |
| ---- | ----------------------------------------------- | ---------------------------- | ----------------------------------------------------------- |
| 1990 | Killing Dad or How to Love Your Mother          | Bartender                    |                                                             |
| 1990 | Jupiter Moon                                    | Mercedes Page                | TV-serie (50 avsnitt: 1990-1996)                            |
| 1992 | Kommissarie Morse                               | Sally Smith                  | TV-serie (1 avsnitt: "Cherubim and Seraphim")               |
| 1993 | Agatha Christie: Poirot                         | Virginie Mesnard             | TV-serie (1 avsnitt: "The Chocolate Box")                   |
| 1993 | Comedy Playhouse                                | Julia                        | TV-serie (1 avsnitt: "The Complete Guide to Relationships") |
| 1993 | Century (film)                                  | Woman in Police Station      |                                                             |
| 1994 | Fyra bröllop och en begravning                  | Henrietta - Wedding Four     |                                                             |
| 1994 | Tom & Viv                                       | Kvinna                       |                                                             |
| 1994 | Staggered                                       | Carmen Svennipeg             |                                                             |
| 1994 | Princess Caraboo                                | Mrs. Peake                   |                                                             |
| 1994 | Ellington                                       | Ally Stone                   | TV-film                                                     |
| 1995 | Stolthet och fördom                             | Caroline Bingley             | Miniserie (6 avsnitt)                                       |
| 1995 | Kavanagh QC                                     | Julia Piper                  | TV-serie (11 avsnitt: 1995-1997)                            |
| 1996 | Karaoke (TV-serie)                              | Anna Griffiths               | Miniserie (4 avsnitt)                                       |
| 1996 | Cold Lazarus                                    | Anna Griffiths               | Miniserie (3 avsnitt)                                       |
| 1997 | FairyTale: A True Story                         | Peter Pan                    |                                                             |
| 1997 | Mannen som visste för lite                      | Barbara Ritchie              |                                                             |
| 1999 | The Vice (TV-serie)                             | Dr. Christine Weir           | TV-serie (5 avsnitt)                                        |
| 1999 | Heart                                           | Nicola Farmer                |                                                             |
| 2000 | Longitude (TV-serie)                            | Muriel Gould                 | TV-film                                                     |
| 2001 | The Cazalets                                    | Diana Mackintosh             | TV-serie (6 avsnitt)                                        |
| 2001 | Crush                                           | Molly Cartwright             |                                                             |
| 2002 | Tipping the Velvet (TV-serie)                   | Diana Lethaby                | TV-serie (2 avsnitt)                                        |
| 2003 | Georgian Underworld                             | Narrator                     | TV-serie (1 avsnitt: "Queer as 18th Century Folk")          |
| 2003 | Allt en tjej vill ha                            | Glynnis Payne                |                                                             |
| 2003 | Doc Martin and the Legend of the Cloutie        | Nicky Bowden                 | TV-film                                                     |
| 2003 | Fortysomething (TV-serie)                       | Estelle Slippery             | TV-serie (6 avsnitt)                                        |
| 2003 | The Dreamers                                    | Mamma                        |                                                             |
| 2003 | Confused                                        |                              | kortfilm                                                    |
| 2004 | Agent Cody Banks 2: Destination London          | Lady Josephine Kenworth      |                                                             |
| 2004 | Blue Dove                                       | Maria Bishop                 | TV-serie (2 avsnitt)                                        |
| 2004 | Roman Road (TV Drama)                           | Maddy Bancroft               | TV-film                                                     |
| 2005 | Liftarens guide till galaxen (film)             | Questular Rontok             |                                                             |
| 2005 | Feeder                                          | Doctor                       | kortfilm                                                    |
| 2005 | The Best Man (2005 film)                        | Dana                         |                                                             |
| 2005 | A Waste of Shame: Shakespeare and His Sonnets   | Anne Hathaway                | TV-film                                                     |
| 2005 | Spooks                                          | Juliet Shaw                  | TV-serie (15 avsnitt: 2005-2007)                            |
| 2006 | Breaking and entering                           | Kate                         |                                                             |
| 2006 | Rebus (TV-serie)                                | Amanda Morrison              | TV-serie (1 avsnitt: "Let It Bleed")                        |
| 2006 | The Secret Life of Mrs Beeton                   | Elizabeth Dorling            | TV-film                                                     |
| 2006 | Suburban Shootout                               | Camilla Diamond              | TV-serie (11 episodes: 2006-2007)                           |
| 2007 | Sherlock Holmes and the Baker Street Irregulars | Irene Adler                  | TV-film                                                     |
| 2007 | St Trinian's                                    | Miss Bagstock                |                                                             |
| 2007 | Christmas at the Riviera                        | Diane                        | TV-film                                                     |
| 2008 | Jämna plågor                                    | Zelda Nobbs                  | TV-serie (1 avsnitt: "Cards on the Table")                  |
| 2008 | Marple: Murder Is Easy                          | Lydia Horton                 | TV-film                                                     |
| 2009 | Law and Order: UK                               | Evelyn Wyndham               | TV-serie (2 avsnitt)                                        |
| 2010 | Critical Eye                                    | Laura                        |                                                             |
| 2010 | Tyst vittne                                     | Chief Supt. Karen Somerville | TV-serie (2 avsnitt)                                        |
| 2010 | Miranda (TV-serie)                              | Helena                       | TV-serie (1 avsnitt: "A New Low")                           |
| 2010 | More Afraid of You                              | Lucy                         | kortfilm                                                    |
| 2011 | Hustle (TV-serie)                               | Wendy Stanton                | TV-serie (1 avsnitt: "As Good as it Gets")                  |
| 2011 | Waking the Dead                                 | Lucy Christie                | TV-serie (2 avsnitt)                                        |
| 2011 | Kommissarie Lewis                               | Judith Suskin                | TV-serie (1 avsnitt: "The Gift of Promise")                 |
| 2011 | The Hour                                        | Lix Storm                    | TV-serie (12 avsnitt)                                       |
| 2011 | Hidden (TV-serie)                               | Elspeth Verney               | TV-serie (4 avsnitt)                                        |
| 2011 | Hysteria (2011 film)                            | Mrs Bellamy                  |                                                             |
| 2012 | Pramface (TV-serie)                             | Mrs Derbyshire               | TV-serie                                                    |
| 2017 | The Crown                                       | Lady Rosse                   | TV-serie                                                    |